# La collana dei casi
La collana dei casi è una collana della casa editrice Adelphi inaugurata nel 1974 con le Memorie di un malato di nervi di Daniel Paul Schreber.
Secondo le parole di Roberto Calasso, questa collezione dovrebbe essere una «serie di libri dedicati ciascuno ad una singolarità: la vita di una persona, di un gruppo, di un ambiente, la storia di un fatto, di un luogo».
Graficamente spicca tra le collane Adelphi per le grandi dimensioni dei caratteri che compongono il titolo dell'opera. Il nome dell'autore è posto in alto in corsivo, seguono un'immagine rappresentativa, il titolo e il nome della casa editrice.
A maggio 2025, consta di 158 titoli.

## Volumi pubblicati
1974
- 1. Daniel Paul Schreber, Memorie di un malato di nervi, traduzione di Federico Scardanelli e Sabina de Waal

1975
- 2. Nell Kimball, Memorie di una maîtresse americana, traduzione di Bruno Fonzi
- 3. Gitta Sereny, In quelle tenebre, traduzione di Alfonso Bianchi

1976
- 4. Michael Confino, Il catechismo del rivoluzionario, traduzione di Gisèle Bartoli

1977
- 5. Wanda von Sacher-Masoch, Le mie confessioni, traduzione di Gisèle Bartoli

1978
- 6. Lillian Hellman, Pentimento - Il tempo dei furfanti, traduzione di Adriana Motti e Silvia Giacomini
- 7. Alec Nisbett, La vita di Konrad Lorenz, traduzione di Roberto Lucci e Anna Ponti

1979
- 8. Vaslav Nijinsky, Il diario di Nijinsky, traduzione di Gabriella Luzzani

1981
- 9. Hugh Trevor-Roper, L'eremita di Pechino, traduzione di Gabriella Luzzani

1982
- 10. Kirill Chenkin, Il cacciatore capovolto, traduzione di Gigliola Venturi
- 11. Benedetta Craveri, Madame du Deffand e il suo mondo, 1982

1983
- 12. Carlo Emilio Gadda, Lettere a una gentile signora, a cura di Giuseppe Marcenaro
- 13. Boris Souvarine, Stalin, traduzione di Gisèle Bartoli

1984
- 14. Ivan Morris, Il mondo del Principe Splendente, traduzione di Piero Parri, 1984

1985
- 15. Carteggio Cecchi-Praz, a cura di Francesca Bianca Crucitti Ullrich, introduzione di Giovanni Macchia
- 16. Etty Hillesum, Diario 1941-1943, traduzione di Chiara Passanti

1986
- 17. Margarete Buber-Neumann, Milena. L'amica di Kafka, trad. di Caterina Zaccaroni

1988
- 18. Guido Morselli, Diario, a cura di Valentina Fortichiari

1989
- 19. Marjorie Wallace, Le gemelle che non parlavano, trad. di Gabriella Luzzani
- 20. Elisabetta d'Austria nei fogli di diario di Constantin Christomanos, trad. di Maria Gregorio

1990
- 21. Etty Hillesum, Lettere 1942-1943, a cura di Chiara Passanti
- 22. Lidija Cukovskaja, Incontri con Anna Achmatova, trad. di Giovanna Moracci

1991
- 23. Thorkild Bjørnvig, Il patto, trad. di Edda Sirno
- 24. Paolo Milano, Note in margine a una vita assente, a cura di Laura Gonsalez

1992
- 25. Gershom Scholem, Walter Benjamin. Storia di un'amicizia, a cura di Carlo Arberto Bonadies e Emilio Castellani

1993
- 26. Nina Berberova, Storia della baronessa Budberg, trad. di Patrizia Deotto e Julija Dobrovol’skaja
- 27. Norman Lewis, Napoli '44, trad. di Matteo Codignola
- 28. Kenneth J. Hsü, La grande moria dei dinosauri, trad. di Carla Sborgi

1994
- 29. Simone Pétrement, La vita di Simone Weil, trad. di Efrem Cierlini
- 30. Robert Hughes, La cultura del piagnisteo. La saga del politicamente corretto, trad. di Marina Antonielli

1995
- 31. Jung parla. Interviste e incontri, a cura di William McGuire e R.F.C. Hull, trad. di Adriana Bottini
- 32. Helga Schneider, Il rogo di Berlino
- 33. John McPhee, Il controllo della natura, trad. di Gabriele Castellari
- 34. Charles Sprawson, L'ombra del Massaggiatore Nero, trad. di Emanuela Muratori e Gabriele Iannaccaro

1996
- 35. Tehodor Lessing, Haarmann. Storia di un lupo mannaro, trad. di Rossana Sarchielli

1997
- 36. Henri-Pierre Roché, Taccuini. Gli anni «Jules e Jim», trad. di Laura Frausin Guarino
- 37. Siegfried Unseld, Goethe e i suoi editori, trad. di Valentina Di Rosa e Giuseppina Oneto
- 38. Gypsy Rose Lee, Gypsy. Un libro di memorie, trad. di Franco Salvatorelli
- 39. Eusebio e Trabucco. Carteggio di Eugenio Montale e Gianfranco Contini, a cura di Dante Isella

1998
- 40. Susannah Clap, Con Chatwin, trad. di Matteo Codignola

1999
- 41. Triangolo di lettere. Carteggio di Friedrich Nietzsche, Lou von Salomé e Paul Rée, a cura di Ernst Pfeiffer e Mario Carpitella
- 42. Thekla Clark, «Mio due, mio doppio». Storia di W.H. Auden e Chester Kallman, trad. di Giovanni Ferrara degli Uberti
- 43. Lawrence Weschler, Il gabinetto delle meraviglie di Mr. Wilson, trad. di Gabriele Castellari

2000
- 44. Vaslav Nijinsky, Diari, trad. di Maurizia Calusio
- 45. Norman Lewis, Niente da dichiarare, trad. di Stefano Neri
- 46. L’onestà sperimentale. Carteggio di Emilio Cecchi e Gianfranco Contini, a cura di Paolo Leoncini

2001
- 47. Helga Schneider, Lasciami andare, madre
- 48. Benedetta Craveri, La civiltà della conversazione
- 49. V.S. Naipaul, Fedeli a oltranza, trad. di Navid Carucci, Ubaldo Stecconi e Vincenzo Vergiani

2002
- 50. Cristina De Stefano, Belinda e il mostro. Vita segreta di Cristina Campo
- 51. Mordecai Richler, Il mio biliardo, trad. di Matteo Codignola
- 52. Alfred Brendel, Il velo dell'ordine, trad. di Gabrio Taglietti
- 53. Mordecai Richler, Quest'anno a Gerusalemme, trad. di Massimo Birattari

2003
- 54. Georges Simenon, Memorie intime, trad. di Laura Frausin Guarino
- 55. William Langewiesche, American Ground, trad. di Roberto Serrai
- 56. Clara Olink Kelly, L'albero dai fiori rossi, trad. di Paolo Silvestri

2004
- 57. Helga Schneider, L'usignolo dei Linke
- 58. Azar Nafisi, Leggere Lolita a Teheran, trad. di Roberto Serrai
- 59. Patrick Leigh Fermor, Mani. Viaggi nel Peloponneso, trad. di Franco Salvatorelli

2005
- 60. William Langewiesche, Terrore dal mare, trad. di Matteo Codignola
- 61. David Quammen, Alla ricerca del predatore alfa, trad. di Marina Antonielli
- 62. Anna Politkovskaja, La Russia di Putin, trad. di Claudia Zonghetti
- 63. Benedetta Craveri, Amanti e regine. Il potere delle donne
- 64. Masha Rolnikaite, Devo raccontare, trad. di Anna Linda Callow

2006
- 65. Rachel Cohen, Un incontro casuale, trad. di Stefano Manferlotti
- 66. Sergio González Rodríguez, Ossa nel deserto, trad. di Gina Maneri e Andrea Mazza
- 67. Lawrence Osborne, Il turista nudo, trad. di Matteo Codignola
- 68. Richard P. Feynman, Deviazioni perfettamente ragionevoli dalle vie battute, trad. di Franco Ligabue

2007
- 69. Temple Grandin con Catherine Johnson, La macchina degli abbracci. Parlare con gli animali, trad. di Isabella C. Blum
- 70. Anna Politkovskaja, Diario russo 2003-2005, trad. di Claudia Zonghetti
- 71. William Langewiesche, Il bazar atomico, trad. di Matteo Codignola
- 72. Cristina De Stefano, Americane avventurose

2008
- 73. Igor’ Stravinskij e Robert Craft, Ricordi e commenti, trad. di Franco Salvatorelli
- 74. Robin Maugham, Conversazioni con zio Willie, trad. di Franco Salvatorelli
- 75. Marella Caracciolo Chia, Una parentesi luminosa. L'amore segreto fra Umberto Boccioni e Vittoria Colonna
- 76. Michael Pollan, Il dilemma dell'onnivoro, trad. di Luigi Civalleri
- 77. Oliver August, Il fuggiasco di Xiamen, trad. di Giuseppina Oneto
- 78. Edward O. Wilson, La creazione, trad. di Giuseppe Barbiero

2009
- 79. Michael Pollan, In difesa del cibo, trad. di Giovanni Luciani
- 80. Olivier Philipponnat e Patrick Lienhardt La vita di Irène Némirovsky, trad. di Graziella Cillario
- 81. Lawrence Osborne, Bangkok, trad. di Matteo Codignola
- 82. Anna Politkovskaja, Per questo, trad. di Claudia Zonghetti
- 83. Azar Nafisi, Le cose che non ho detto, trad. di Ombretta Giumelli

2010
- 84. Leslie T. Chang, Operaie, trad. di Mariagrazia Gini
- 85. Ettore Sottsass, Scritto di notte
- 86. V.S. Naipaul, La maschera dell'Africa, trad. di Adriana Bottini
- 87. Simon Winchester, L'uomo che amava la Cina, trad. di Adriana Bottini

2011
- 88. William Dalrymple, Nove vite, trad. di Svevo D'Onofrio
- 89. Rebecca Skloot, La vita immortale di Henrietta Lacks, trad. di Luigi Civalleri

2012
- 90. William Blacker, Lungo la via incantata, trad. di Mariagrazia Gini
- 91. Vladimir Pozner, Il barone sanguinario, trad. di Lorenzo Di Lella e Giuseppe Girimonti Greco
- 92. Etty Hillesum, Diario, trad. di Chiara Passanti e Tina Montone

2013
- 93. Morton Feldman, Pensieri verticali, trad. di Adriana Bottini
- 94. Jan Karski, La mia testimonianza davanti al mondo, trad. di Luca Bernardini
- 95. Alice Albinia, Imperi dell'Indo, trad. di Laura Noulian
- 96. Bruce Chatwin, L'alternativa nomade. Lettere 1948-1989, trad. di Mariagrazia Gini
- 97. Etty Hillesum, Lettere, trad. di Chiara Passanti, Tina Montone e Ada Vigliani
- 98. Simon Winchester, Atlantico, trad. di Jacopo M. Colucci

2014
- 99. Guido Ceronetti e Sergio Quinzio, Un tentativo di colmare l'abisso. Lettere 1968-1996, a cura di Giovanni Marinangeli
- 100. Temple Grandin con Richard Panek, Il cervello autistico, trad. di Maria Antonietta Schepisi
- 101. Michael Pollan, Cotto, trad. di Isabella C. Blum
- 102. Rachel Polonsky, La lanterna magica di Molotov, trad. di Valentina Parisi
- 103. David Quammen, Spillover. L'evoluzione delle pandemie, trad. di Luigi Civalleri
- 104. Norman Lewis, Un viaggio in sambuco, trad. di Franco Salvatorelli

2015
- 105. Anna Bikont e Joanna Szczęsna, Cianfrusaglie del passato, a cura di Andrea Ceccherelli
- 106. Tatti Sanguineti, Il cervello di Alberto Sordi
- 107. A pranzo con Orson. Conversazioni tra Henry Jaglom e Orson Welles, a cura di Peter Biskind, trad. di Mariagrazia Gini
- 108. Suzanne Corkin, Prigioniero del presente, trad. di Maria Antonietta Schepisi
- 109. Azar Nafisi, La Repubblica dell'Immaginazione, trad. di Mariagrazia Gini
- 110. Iosif Brodskij, Conversazioni, a cura di Cynthia L. Haven, trad. di Matteo Campagnoli
- 111. Lawrence Wright, La prigione della fede. Scientology a Hollywood, trad. di Milena Zemira Ciccimarra

2016
- 112. Benedetta Craveri, Gli ultimi libertini
- 113. Michael Pollan, Una seconda natura, trad. di Isabella C. Blum
- 114. Gerard Russell, Regni dimenticati. Viaggio nelle religioni minacciate del Medio Oriente, prefazione di Rory Stewart trad. di Svevo D'Onofrio
- 115. Reiner Stach, Questo è Kafka?, trad. di Silvia Dimarco e Roberto Cazzola
- 116. Daniele Rielli, Storie dal mondo nuovo

2017
- 117. Le battute memorabili di Feynman, a cura di Michelle Feynman, trad. di Franco Ligabue
- 118. Emmanuel Carrère, Propizio è avere ove recarsi, trad. di Francesco Bergamasco
- 119. Heda Margolius Kovály, Sotto una stella crudele. Una vita a Praga – 1941-1968, trad. di Silvia Pareschi
- 120. Rachel Cohen, Bernard Berenson. Da Boston a Firenze, trad. di Mariagrazia Gini
- 121. Lawrence Wright, Gli anni del terrore, trad. di Jacopo M. Colucci
- 122. Andrew O'Hagan, La vita segreta. Tre storie vere dell'era digitale, trad. di Svevo D'Onofrio
- 123. V.S. Naipaul, Lo scrittore e il mondo, trad. di Valeria Gattei

2018
- 124. Samuel Beckett, Lettere 1929-1940, a cura di Franca Cavagnoli
- 125. W. Stanley Moss, Brutti incontri al chiaro di luna, trad. di Gianni Pannofino
- 126. Simon Winchester, Il professore e il pazzo, trad. di Maria Cristina Leardini
- 127. Curzio Malaparte, Il buonuomo Lenin, a cura di Mariarosa Bricchi
- 128. Mark O'Connell, Essere una macchina, trad. di Gianni Pannofino

2019
- 129. Laurens van der Post, Il cuore del cacciatore, trad. di Francesco Francis
- 130. Michael Pollan, Come cambiare la tua mente, trad. di Isabella C. Blum
- 131. Michał Rusinek, Nulla di ordinario. Su Wisława Szymborska, a cura di Andrea Ceccherelli
- 132. E.M. Cioran e Mircea Eliade, Una segreta complicità. Lettere 1933-1983, a cura di cura di Massimo Carloni e Horia Corneliu Cicortaş
- 133. John M. Hull, Il dono oscuro, prefazione di Oliver Sacks, trad. di Francesco Pacifico

2020
- 134. William Dalrymple-Anita Anand, Koh-i-Nur. La storia del diamante più famigerato al mondo, trad. di Svevo D'Onofrio
- 135. David Quammen, L'albero intricato, trad. di Milena Zemira Ciccimarra
- 136. Michele Masneri, Steve Jobs non abita più qui
- 137. Brian Phillips, Le civette impossibili, traduzione di Francesco Pacifico

2021
- 138. La guerra di Gadda. Lettere e immagini (1915-1919), A cura di Giulia Fanfani, Arnaldo Liberati e Alessia Vezzoni
- 139. Samuel Beckett, Lettere, II 1941-1956, traduzione di Leonardo Marcello Pignataro, A cura di George Craig, Martha Dow Fehsenfeld, Dan Gunn e Lois More Overbeck, edizione italiana a cura di Franca Cavagnoli
- 140. Patrick Leigh Fermor, Rumelia. Viaggi nella Grecia del Nord, trad. Daniele V. Filippi
- 141. Benedetta Craveri, La contessa. Virginia Verasis di Castiglione

2022
- 142. William S. Burroughs, Il mio passato è un fiume malvagio. Lettere 1946-1973, a cura di Oliver Harris e Bill Morgan, edizione italiana a cura di Ottavio Fatica, trad. Andrew Tanzi
- 143. Sean Kean, La Brigata dei bastardi (The Bastard Brigade: The True Story of the Renegade Scientists and Spies Who Sabotaged the Nazi Atomic Bomb, 2019), trad. di Luigi Civalleri
- 144. Azar Nafisi, Quell'altro mondo. Nabokov e l'enigma dell'esilio, trad. di Valeria Gattei
- 145. Michael Pollan, Piante che cambiano la mente, trad. di Milena Zemira Ciccimarra
- 146. David Quammen, Senza respiro, trad. di Milena Zemira Ciccimarra

2023
- 147. Emmanuel Carrère, V13, trad. di Francesco Bergamasco, Postfazione di Grégoire Leménager
- 148. Vasilij Golovanov, Verso le rovine di Čevengur, trad. di Valentina Parisi
- 149. William Atkins, Un mondo senza confini, trad. di Francesco Francis
- 150. Irène Némirovsky, Lettere di una vita, trad. di Laura Frausin Guarino, a cura di Olivier Philipponnat

2024
- 151. Azar Nafisi, Leggere pericolosamente, trad. di Anna Rusconi
- 152. Ananyo Bhattacharya, L'uomo venuto dal futuro. La vita visionaria di John von Neumann, trad. di Luigi Civalleri
- 153. Lawrence Osborne, Santi e bevitori. Un viaggio alcolico in terre estreme, trad. di Mariagrazia Gini
- 154. William S. Burroughs, La calcolatrice meccanica (The Adding Machine: Collected Essays, 1985), trad. di Andrew Tanzi, Introduzione di James Grauerholz
- 155. David Quammen, Il cuore selvaggio della natura, trad. di Milena Zemira Ciccimarra

2025
- 156. Isaac Bashevis Singer, A che cosa serve la letteratura? (Old Truths and New Clichés: Essays, 2022), a cura di David Stromberg, trad. di Marina Morpurgo
- 157. Gitta Sereny, Albert Speer. La sua battaglia con la verità (Albert Speer: His Battle with Truth, 1995), trad. di Valeria Gattei
- 158. Nicholas Slonimsky, Invettive musicali, trad. e cura di Carlo Boccadoro